# 曾三
曾三（1906年—1990年），原名曾海云，化名曾攻玉，湖南省益阳县新市渡镇高村人，中华人民共和国政治人物。
早年参加学生运动，后进入中央特科学习无线电，后赴江西瑞金任苏区中央局电台台长，后随部参加长征。抗日战争时期，担任中央社会部第二室副主任兼政治处主任。第二次国共内战期间，担任中共中央书记处办公厅行政委员会主任，后改任中央办公厅秘书处处长。中华人民共和国成立后，担任中共中央办公厅副主任、国家档案局局长、中央档案馆馆长。1951年，任中共中央直属机关党委副书记。